# Pulitzer-Preis 1952
Der Pulitzer-Preis 1952 war die 36. Verleihung des renommierten US-amerikanischen Literaturpreises. Es wurden Preise in 13 Kategorien im Bereich „Journalismus“ und dem Bereich „Literatur, Theater und Musik“ vergeben.
Die Jury des Pulitzer-Preises bestand aus 15 Personen, unter anderem Joseph Pulitzer, Sohn des Pulitzer-Preis-Stifters und Herausgeber des St. Louis Post-Dispatch und Grayson Kirk, Präsident der Columbia-Universität.

## Preisträger
| Kategorie                                           | Preisträger                                                   | Begründung |
| --------------------------------------------------- | ------------------------------------------------------------- | --- |
| Dienst an der Öffentlichkeit (Public Service)       | St. Louis Post-Dispatch                                       | Preis verliehen für die Offenlegung von weit verbreiteter Korruption im Internal Revenue Bureau und anderen nationalen Behörden.                                                                                     |
| Lokale Berichterstattung (Local Reporting)          | George De Carvalho, San Francisco Chronicle                   | Preis verliehen für seine Geschichte über die systematische Erpressung von chinesischen US-Bürgern. |
| Berichterstattung im Inland (National Reporting)    | Anthony Leviero, The New York Times                           | Preis verliehen für den Artikel am 21. April 1951, der den Gesprächsinhalt eines Gesprächs zwischen Präsident Truman und General Douglas MacArthur auf einer Konferenz auf der Insel Wake im Oktober 1950 offenlegt. |
| Auslandsberichterstattung (International Reporting) | John M. Hightower, Associated Press                           | Preis verliehen für die Berichterstattung über internationale Angelegenheiten. |
| Leitartikel (Editorial Writing)                     | Louis LaCoss, St. Louis Globe Democrat                        | Preis verliehen für die Artikel mit dem Titel The Low Estate of Public Morals. |
| Karikatur (Editorial Cartooning)                    | Fred L. Packer, New York Mirror                               | Preis verliehen für Your Editors Ought to Have More Sense Than to Print What I Say!. |
| Fotografie (Photography)                            | John Robinson und Don Ultang, Des Moines Register and Tribune | Preis verliehen für die sechs Fotografien des Footballspiels Drake gegen Oklahoma A&M, bei welchem sich Johnny Bright den Kiefer brach.                                                                              |

| Kategorie                                                   | Preisträger                             |
| ----------------------------------------------------------- | --------------------------------------- |
| Belletristik (Fiction)                                      | The Caine Mutiny von Herman Wouk        |
| Theater (Drama)                                             | The Shrike von Joseph Kramm             |
| Geschichte (History)                                        | The Uprooted von Oscar Handlin          |
| Biographie oder Autobiographie (Biography or Autobiography) | Charles Evans Hughes von Merlo J. Pusey |
| Dichtung (Poetry)                                           | Collected Poems von Marianne Moore      |
| Musik (Music)                                               | Symphony Concertante von Gail Kubik     |

Sonderpreis (Special Awards and Citations)
- Max Kase vom New York Journal-American für sein Enthüllungen von Bestechung und Korruption in US-amerikanischen Basketball.
- The Kansas City Star für seine Berichterstattung über die Überschwemmungen in Kansas und Missouri, die auch Vorabinformationen und Warnung beinhalteten.